# César Henríquez
César Antonio Henríquez Iturra (Santiago, Región Metropolitana de Santiago, Chile, 1 de noviembre de 1981) es un exfutbolista chileno que jugó como mediocampista. 
Es hermano del futbolista Ángelo Henríquez.

## Carrera
Inició su carrera deportiva en la Universidad de Chile. Posteriormente ha jugado en varios clubes chilenos (Palestino, O'Higgins y Deportes Melipilla). Integró la categoría sub-20 de la selección de fútbol de Chile el año 2001.
Durante el primer semestre de 2008 jugó en el América de Cali de Colombia y durante el segundo semestre de ese mismo año y parte de 2009 en el Panthrakikos de la ciudad de Komotini, Grecia.
En 2016 jugó para el representativo de la Universidad de Chile en el Campeonato Nacional de Futsal ANFP.

## Clubes
| Club                 | País     | Año       |
| -------------------- | -------- | --------- |
| Universidad de Chile | Chile    | 2000-2004 |
| Palestino            | Chile    | 2005      |
| O'Higgins            | Chile    | 2006      |
| Deportes Melipilla   | Chile    | 2007      |
| América de Cali      | Colombia | 2008      |
| Panthrakikos FC      | Grecia   | 2008-2009 |
| Palestino            | Chile    | 2009-2014 |

## Palmarés

### Campeonatos nacionales
| Título           | Club                 | País     | Año    |
| ---------------- | -------------------- | -------- | ------ |
| Primera División | Universidad de Chile | Chile    | 2000   |
| Copa Chile       | Universidad de Chile | Chile    | 2000   |
| Primera División | Universidad de Chile | Chile    | 2004-A |
| Copa Cafam       | América de Cali      | Colombia | 2008   |